# Baix Pallars
Baix Pallars è un comune spagnolo di 359 abitanti situato nella comunità autonoma della Catalogna.

## Frazioni e località
| Frazioni e località   | Abitanti (2005) |
| --------------------- | --------------- |
| Anchs                 | 5               |
| Bahent                | 18              |
| Balestuy              | 9               |
| Bresca                | 12              |
| Bretuy                | 18              |
| Buseu                 | 0               |
| Canals                | 0               |
| Capestany             | 2               |
| Castellnou de Peramea | 4               |
| El Comte              | 1               |
| Coscastell            | 4               |
| Cuberes               | 0               |
| Enseu                 | 4               |
| Gerri                 | 131             |
| Masies de Llaràs      | 2               |
| Mentuy                | 3               |
| Moncortés             | 33              |
| Peracals              | 10              |
| Peramea               | 90              |
| Puy                   | 0               |
| Pujol                 | 13              |
| Sant Sebastiá         | 0               |
| Sarroca de Bahen      | 3               |
| Sellui                | 11              |
| Soi                   | 0               |
| Solduga y Espluga     | 1               |
| Useu                  | 6               |
| Vilesa                | 0               |